# .si
.si (Inglês: Slovenia) é o código TLD (ccTLD) na Internet para a Eslovênia.